# Hemidactylus newtoni
Hemidactylus newtoni es una especie de escamosos de la familia Gekkonidae.

## Distribución geográfica
Es endémica de las selvas de la isla de Annobón (Guinea Ecuatorial).